# Affrontements interethniques de Târgu Mureș
Les affrontements interethniques de Târgu Mureș (également appelé « Mars noir ») font référence aux émeutes entre Roumains et Hongrois en mars 1990 à Târgu Mureș en Transylvanie, Roumanie. Târgu Mureș (hongrois : Marosvásárhely) est depuis toujours une ville multiculturelle à la population également répartie entre Roumains et Hongrois. Elle est un important centre culturel et politique de la minorité hongroise de Transylvanie.
Les premières bagarres ont été provoquées par certains cercles roumains (militaires ou policiers) désireux de se poser en défenseurs de la nation afin de conserver leurs privilèges, face aux manifestations de certains nationalistes hongrois réclamant le rétablissement de la Province autonome magyare supprimée par Nicolae Ceaușescu en 1968. Mais les incertitudes restent nombreuses sur les initiateurs des affrontements et l'implication supposée des gouvernements de Bucarest et Budapest : les détails en sont toujours discutés et contestés de part et d'autre.
Ce sont les seules violences interethniques sanglantes de la période post-communiste en Roumanie, puisqu'elles firent six morts et trois cents blessés. Il y eut aussi dans cette période des violences sporadiques à travers le pays entre roumains et roms pour le contrôle des premiers marchés libres et pour la distribution des terres, avec plus de dégâts matériels mais sans morts. Contrairement à ces bagarres et déprédations à caractère surtout économique, les émeutes nationalistes de Târgu Mureș ont été diffusées à l'échelle nationale par la télévision roumaine et relayées par les médias du monde entier.